# 본디 커티스홀
본디 커티스홀(Vondie Curtis-Hall, 1956년 9월 3일 ~ )은 미국의 배우, 감독이다. 홀스턴 수석 디자이너를 지낸 패션 디자이너 케번 홀의 형이다.

## 작품 목록

### 영화 출연
- 더 나이트 하우스 (2019)
- 그날이 오면 (2018)
- 밀그램 프로젝트 (2015)
- 틴 맨 (2014)
- 범죄의 제국 (2014)
- 블랙 내티비티 (2013)
- 라이프 이즈 핫 인 크랙타운 (2009)
- 악질경찰 (2009)
- 크랜쇼 나이츠 (2008)
- 허니드리퍼 (2007)
- 톡 투 미 (2007)
- 웨이스트 딥 (2006)
- 리뎀프션 (2004)
- 쉴드 (2002)
- 글리터 (2001)
- 비트 보이스 (2000)
- 섹슈얼 시크릿 (1999)
- 그리드락드 (1997)
- 이브의 시선 (1997)
- 로미오와 줄리엣 (1996)
- 헤븐스 프리즈너 (1996)
- 브로큰 애로우 (1996)
- 리벤지 (1994)
- 지하 조직 (1994)
- 긴급 명령 (1994)
- 폴링 엔젤스 (1993)
- 폴링 다운 (1993)
- 패션 피쉬 (1992)
- 회색의 그늘 (1992)
- 흑백 청춘 (1992)
- 분노의 파도 (1990)
- 다이 하드 2 (1990)
- 미스테리 트레인 (1989)
- 블랙 레인 (1989)
- 에디 머피의 구혼 작전 (1988)

### 텔레비전 출연
- ER (1994)
- 시카고 메디컬 (1995-99)
- 데어데블 (2015)

### 영화 연출
- 그리드락드 (1997) - 각본, 출연 겸임